# Mrkvojedy
Mrkvojedy je malá vesnice, část obce Markvartice v okrese Jičín. Nachází se asi 1 km na západ od Markvartic. V roce 2009 zde bylo evidováno 12 adres. V roce 2001 zde trvale žili tři obyvatelé.
Mrkvojedy leží v katastrálním území Markvartice u Sobotky o výměře 8,39 km².

## Historie
První písemná zmínka o této osadě, která se původně jmenovala Mrchojedy, pochází z roku 1316, kdy si jistý Dětech ze Žiželic stěžoval u zemského soudu na škody, způsobené jistým Alvikem z Mrchojed. V roce 1380 byla ves součástí panství Přibíka z Rakova. Zajímavé je, že v r. 1497 patřila část Mrchojed také k panství Hrubý Rohozec a teprve v roce 1559 byla celá ves prodejem sloučena do Kosteleckého panství. Teprve až po třicetileté válce nese ves už současný název Mrkvojedy. Obyvatelům se zřejmě nelíbil hanlivý název a tak si ho vylepšili. Podle soupisu obcí z r. 1654 žili v Mrkvojedech tři sedláci, dva chalupníci a jeden domkář. O sto let později, podle tereziánského katastru z roku 1756 zde bydleli také dva krejčí, tesař a pět podruhů. Ves se dále rozvíjela. V r. 1834 zde stálo 12 domů a v nich žilo 67 obyvatel. Z této doby se dochovalo zápisky učitelského pomocníka Matěje Balcara, zpracované pod názvem „Utrpení učitelského pomocníka“. V roce 1869 zde bydlelo dokonce 72 obyvatel, živili se především zemědělstvím a zpracováním ovoce. S rozvojem průmyslu se mladí začali stěhovat do měst za prací a počet obyvatel klesal. V roce 1950 zde ještě žilo 33 lidí.

## Pamětihodnosti
- Venkovská usedlost čp. 8
- Venkovský dům čp. 11

## Galerie

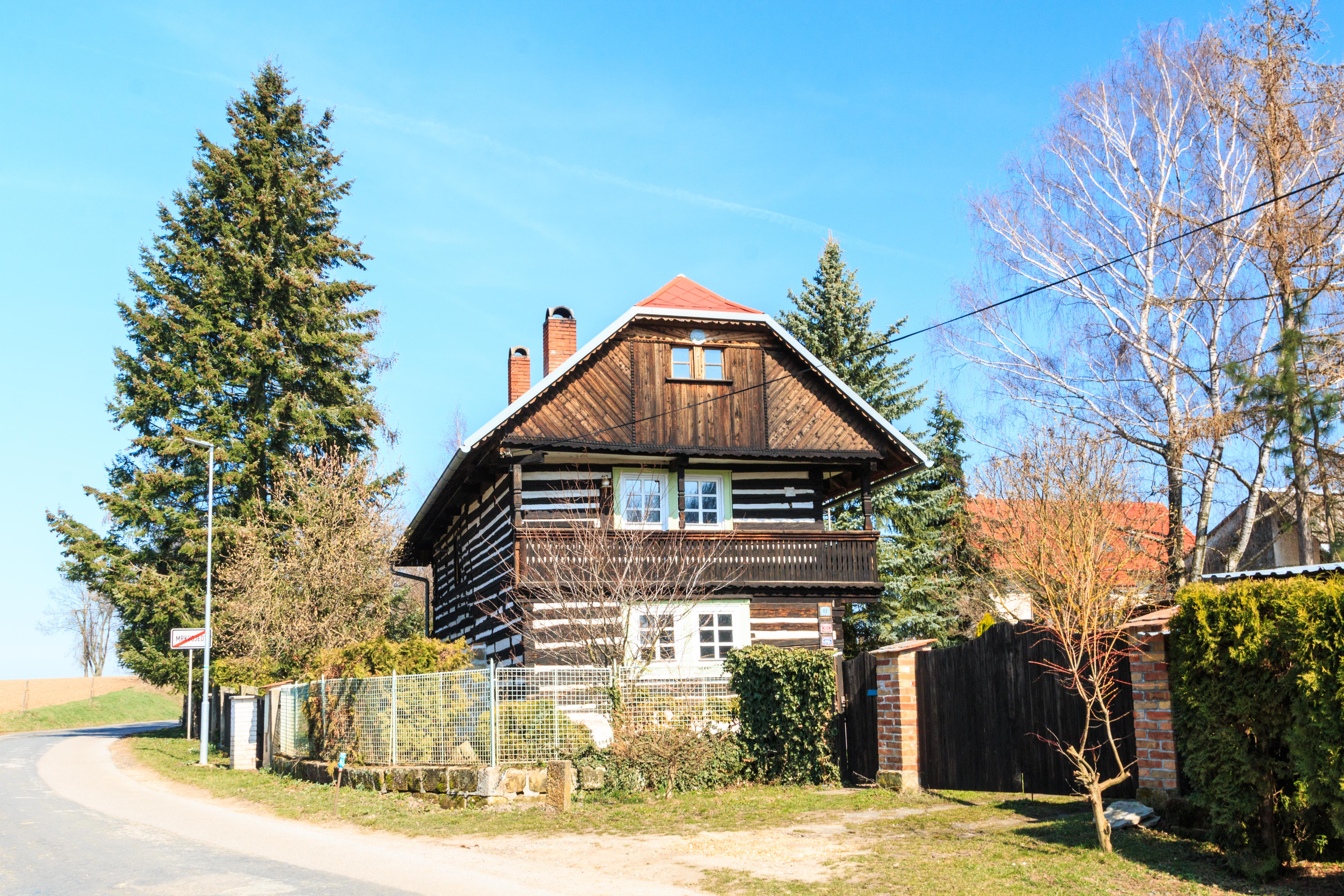
Dům čp. 11, Mrkvojedy
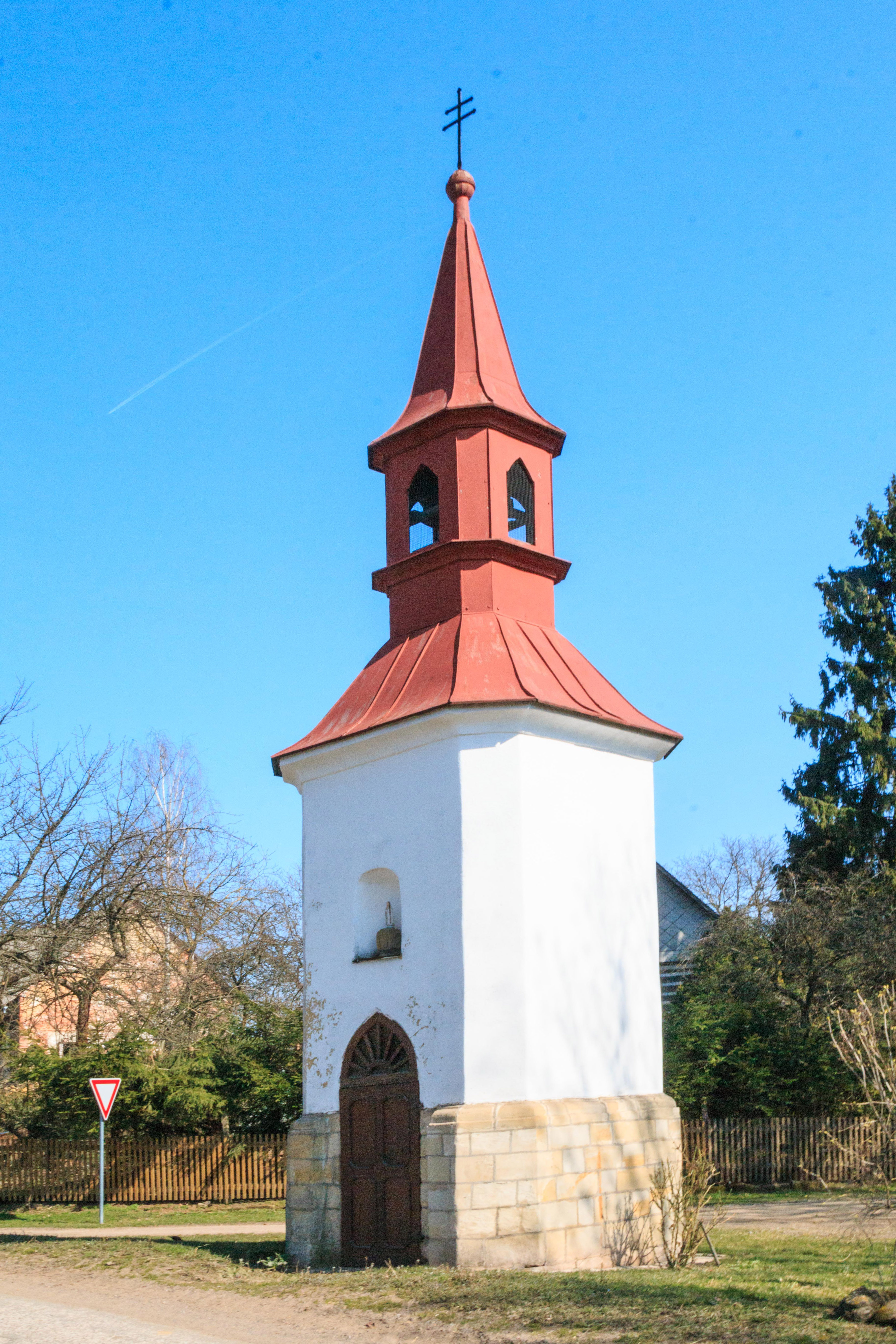
Mrkvojedy kaple
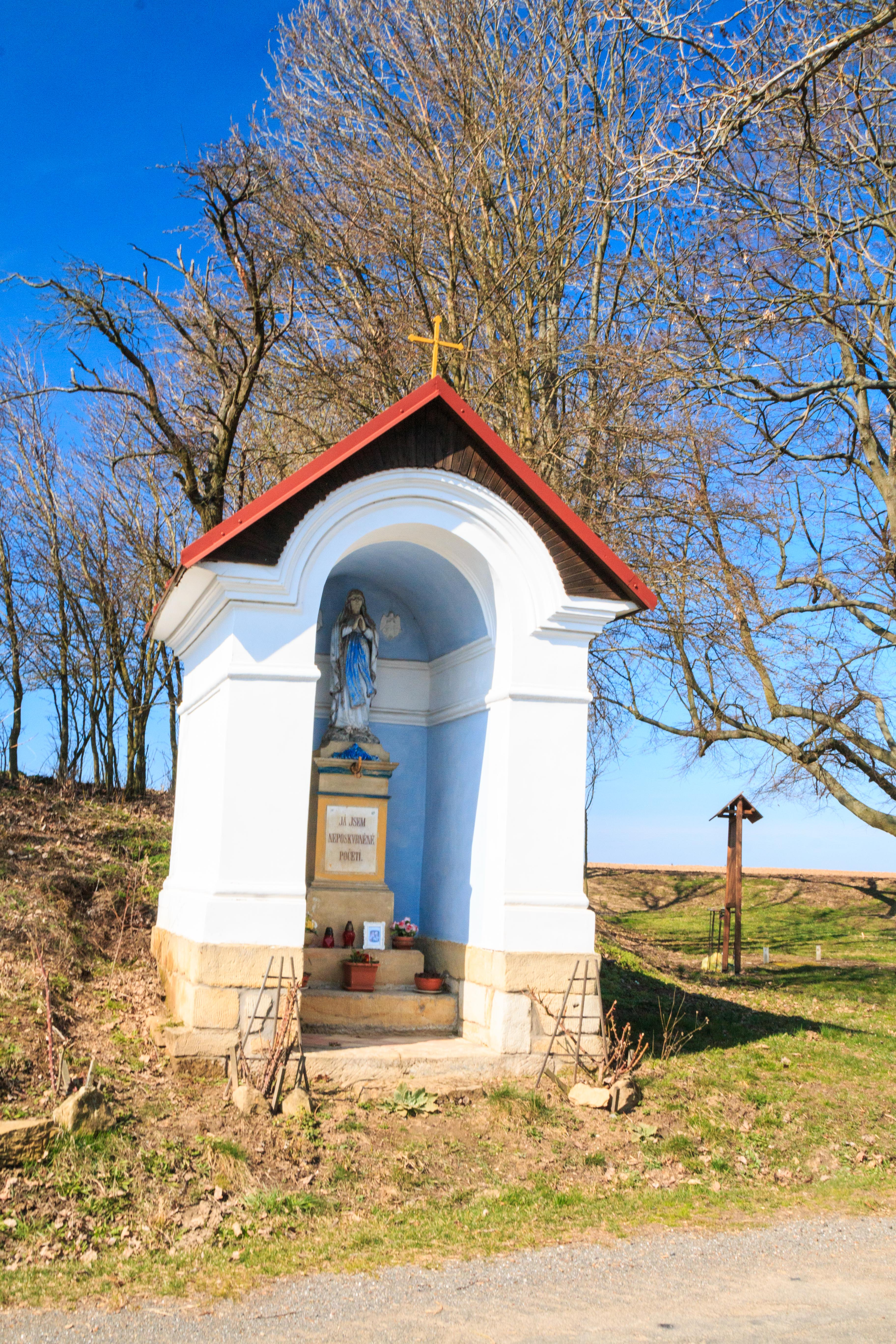
Mrkvojedy výklenková kaple
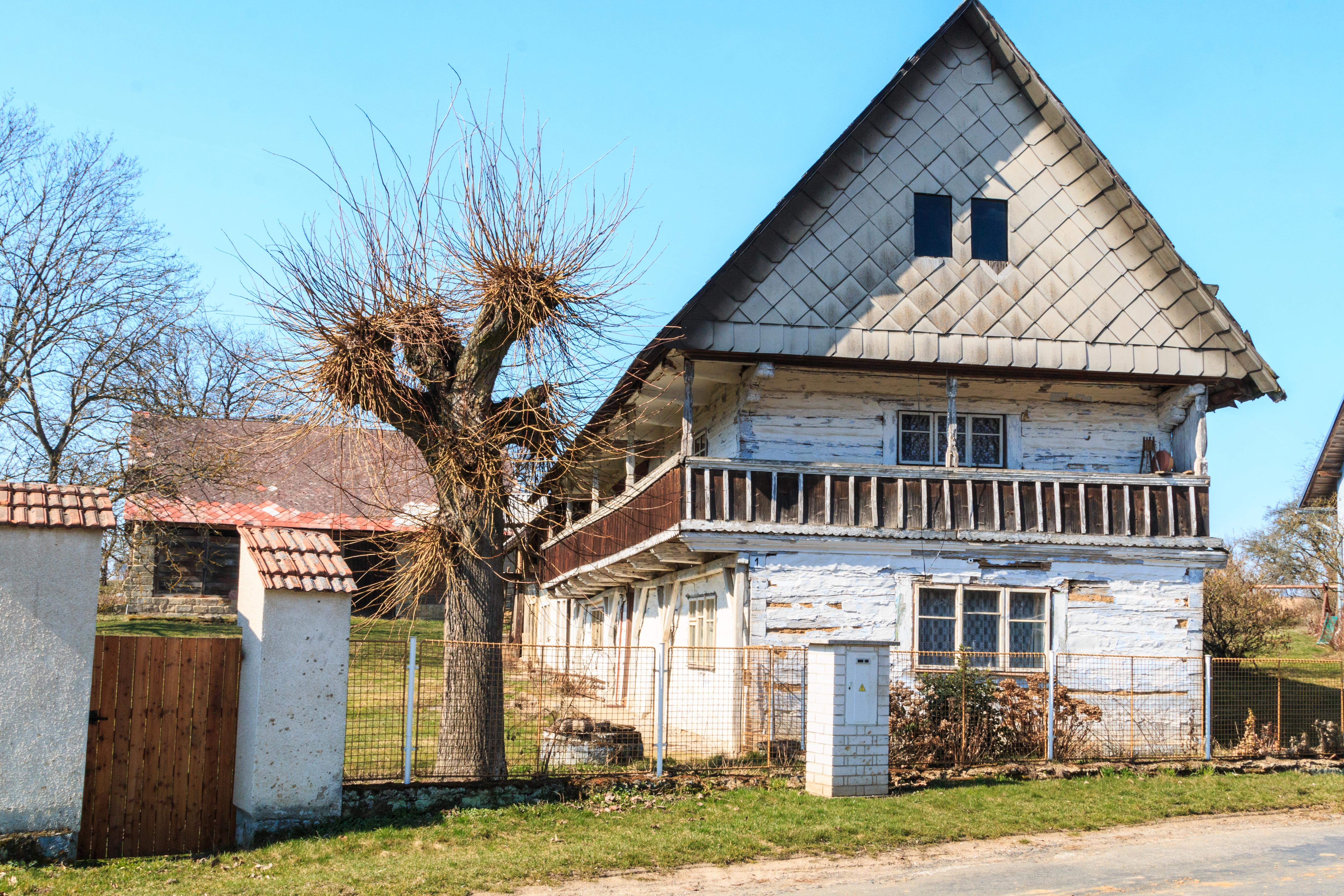
Mrkvojedy č. 1
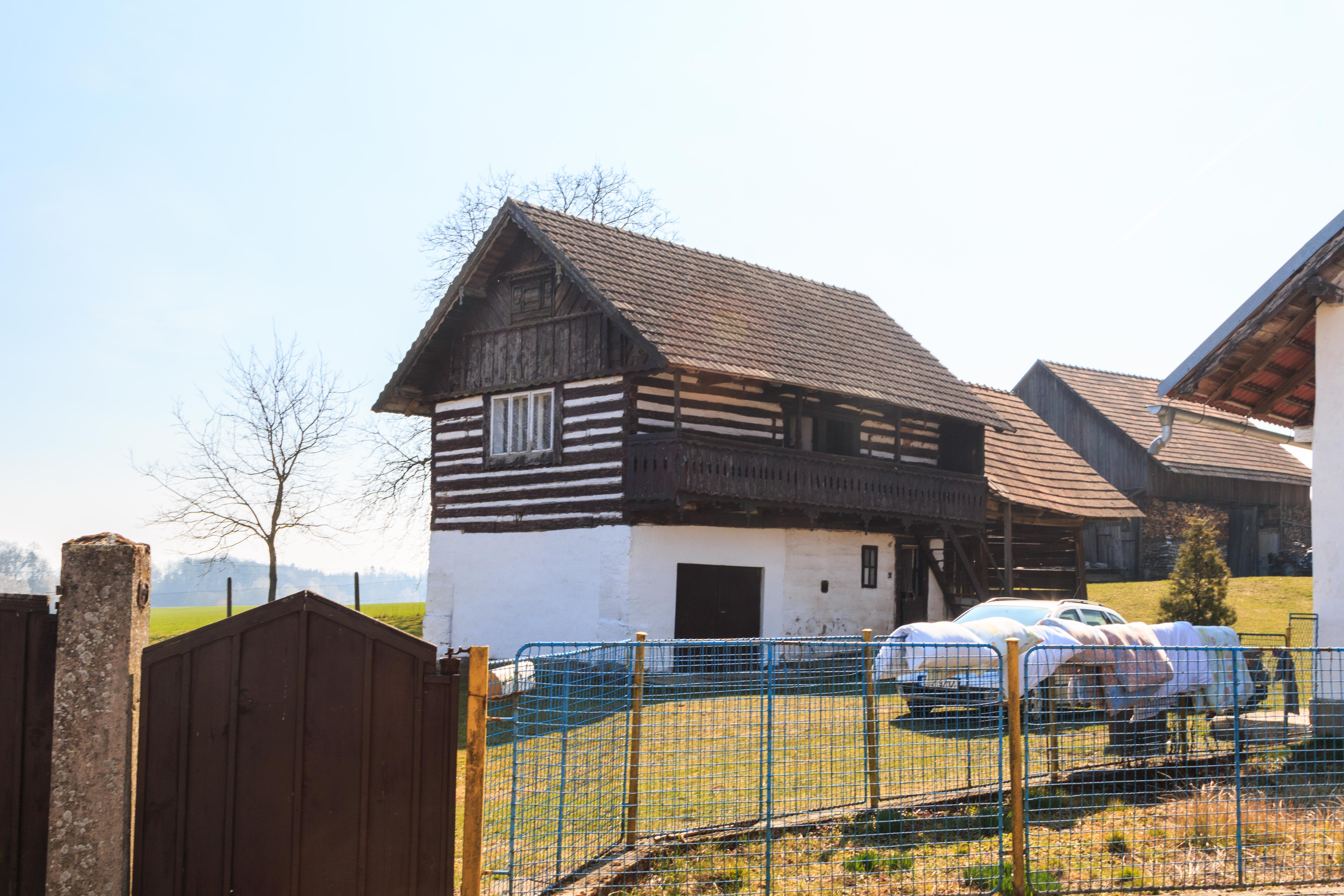
Mrkvojedy čp. 5
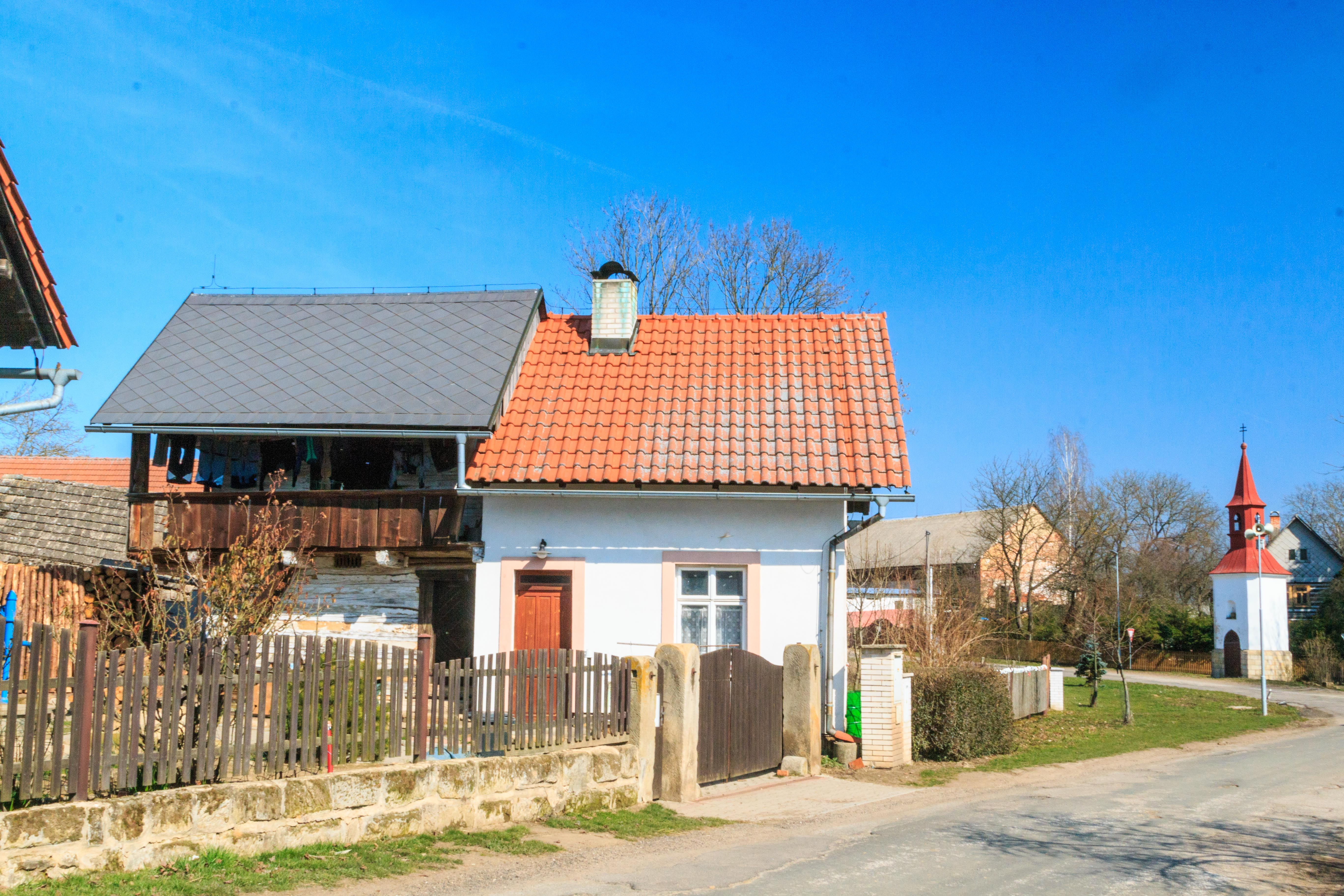
Mrkvojedy čp. 15